# آسنتر
آسنتر یا آسنتار، از موبدان زرتشتی در آئین‌های نیایش است که شست‌وشوی ابزارها و آوندها، و کار پالایش هوم با اوست. آسنتر از ریشهٔ «سنا» به معنی شستن، گرفته شده‌است. جای آسنتر، در سمت چپ نیایشگاه، میان هاونان در سمت چپ و آذورخش در سمت راست بود. امروزه، این مقام در مراسم نیایش حضور ندارد و راسپی وظایف او را انجام می‌دهد.
در اوستا و زند اوستا از آسنتر و دیگر موبدان یاد شده‌است. از میان متن‌های پهلوی نیز، در نیرنگستان به این موبدان اشاره شده‌است.